# Права меншин
Права меншин — індивідуальні права, які належать представникам расових, етнічних, класових, релігійних, мовних або сексуальних меншин, а також колективні права, що належать певним групам меншин. Поняття прав меншості може також просто позначати індивідуальні права будь кого, хто не є частиною більшості, що ухвалила певне рішення.
Рух за громадянські права зазвичай прагне гарантувати, щоб індивідуальні права не порушувалися на підставі належності до меншин. Йдеться про такі рухи, як світовий рух за жіночі права, світовий рух за права ЛГБТ або різні рухи за права расових меншин по всьому світу (наприклад: Рух за громадянські права (Civil Rights Movement) в США).

## Історія
Питання про права меншості було вперше піднято на Віденському конгресі 1814 р., на якому обговорювалася доля німецьких євреїв і, особливо, поляків, яких в черговий раз розділили. Конгрес висловив надію на те, що Пруссія, Росія і Австрія будуть терплячими і захищатимуть свої меншини, які, в кінцевому рахунку, вони ігнорували, беручи участь в організованій дискримінації.
Паризький конгрес 1856 р. звернув особливу увагу на статус євреїв і християн в Османській імперії. У Об'єднаному Королівстві Вільям Гладстон висловив обурення з приводу масових убивств болгар Османською імперією, підкреслив, що це є серйозною проблемою і вимагав звернення уваги міжнародної спільноти. Берлінський конгрес 1878 р. звернув увагу на становище євреїв в Румунії, а також у Сербії і Болгарії. В цілому, конгресам XIX ст. не вдалося здійснити значних реформ. Росія особливо активно захищала православних і слов'янські народи, які перебували під владою Османської імперії. Переслідування або дискримінація конкретних меншин все часто ставала предметом уваги засобів масової інформації. Євреї почали організовувати протест проти погромів у Росії.
Проте, щодо становища інших меншин було мало міжнародного обурення, зокрема, у випадку з афроамериканцями на півдні США. Ніхто не звернув особливої уваги на напади на вірменів, поки вони не стали геноцидом у 1915 р., і навіть тоді нічого не було зроблено.
Перші права меншин були проголошені і закріплені революційним парламентом Угорщини в липні 1849 р. У 1867 р. права меншин були закріплені в австрійському законодавстві.

### Права меншин на Паризькій мирній конференції 1919р.
На Версальській мирній конференції Верховна Рада заснувала Комітет щодо нових держав і захисту меншин. Як попередну умову дипломатичного визнання всі нові держави-наступники були змушені підписувати договори про права меншин. Було вирішено, що, хоча нові держави і були визнані, але вони не були «створені» поки міжнародні договори не були остаточно підписані.
Питання про німецькі та польські права стали пунктом суперечки. Польські права в Німеччині залишилися без захисту, на відміну від прав німецької меншини в Польщі.
Як і більшість принципів, прийнятих Лігою, договори щодо меншин були частиною вільсоновського ідеалістичного підходу до міжнародних відносин. Договори щодо меншин згодом все частіше ігноруються відповідними урядами, самою Лігою, вся система руйнується в основному наприкінці 1930-х років. Незважаючи на політичну невдачу, вони залишалися основою міжнародного права. Після Другої світової війни ці правові принципи були включені до Статуту ООН і цілої низки міжнародних договорів у сфері прав людини.

### Міжнародне право
Права меншин, в аспекті прав етнічних, релігійних та мовних меншин і корінних народів, є невід'ємною частиною міжнародного права в галузі прав людини. Як права дітей, жінок, біженців, права меншин є нормативно-правовою базою, розробленою для того, щоб певна група, яка перебуває в уразливому, несприятливому чи другорядному стані в суспільстві, була здатна забезпечити собі рівність і захист від переслідувань.
Перший післявоєнний міжнародний договір, щодо захисту меншин, покликаний захистити їх існування від найбільшої загрози, була Конвенція Об'єднаних Націй про запобігання і покарання за злочини геноциду.
Наступні стандарти в області прав людини, які систематизували права меншин включають: Міжнародний пакт про громадянські та політичні права (стаття 27), Декларація Організації Об'єднаних Націй про права осіб, що належать до національних або етнічних, релігійних і мовних меншин, два договори Ради Європи (Рамкову конвенцію про захист національних меншин та Європейську хартію регіональних мов або мов меншин) та Копенгагенський документ 1990 р. Організації з безпеки і співробітництва в Європі (ОБСЄ).
Права меншин охоплюють: захист існування, захист від дискримінації та переслідувань, захист та підтримання ідентичності та участі в політичному житті. Для захисту прав ЛГБТ Радою з прав людини Організації Об'єднаних Націй були схвалені Джокартські принципи, а щодо прав осіб з обмеженими можливостями Генеральною Асамблеєю Організації Об'єднаних Націй була прийнята Конвенція про права інвалідів.
З метою захисту прав меншин у багатьох країнах існують спеціальні закони і/або комісії чи інститути омбудсменів (наприклад, парламентський уповноважений у справах прав національних та етнічних меншин в Угорщині).
У той час Організація Об'єднаних Націй розглядала корінні народи як підкатегорію меншин. Цьому присвячена зростаюча група норм міжнародного права, зокрема, Конвенція 169 Міжнародної організації праці та Декларація ООН про права корінних народів (прийнята 14 вересня 2007 р.).
У 2008 році в Генеральній Асамблеї ООН була представлена Декларація прав ЛГБТ, а в 2011 році в Раді з прав людини Організації Об'єднаних Націй була прийнята резолюція з прав ЛГБТ.
Є багато політичних форм, які також відображають права меншин. Це може бути введення в дію квот чи гарантованого представництва меншин у консоціальній державі.

## Національні меншини у праві Європейського Союзу
Безпосередня роль Європейського Союзу (а також права Європейського Союзу) в області захисту національних меншин все ще досить обмежена (як і загальний захист прав людини). ЄС покладається на загальне міжнародне право і європейську регіональну систему міжнародного права (на основі Ради Європи, Організації з безпеки і співробітництва в Європі, і т. д.) і в разі необхідності приймає їх норми. Але «де-економізація європейської інтеграції», яка почалася в 1990-ті роки змінює цю ситуацію. Політична актуальність захисту національних меншин дуже висока.
Станом на 2009 р., хоча захист національних меншин не став загальноприйнятим, юридично обов'язковим принципом ЄС, в ряді правових актів згадуються питання національних меншин. У зовнішніх відносинах захист національних меншин став одним із головних критеріїв для співпраці ЄС або приєднання до нього.